# Leptacris filiformis
Leptacris filiformis är en insektsart som beskrevs av Walker, F. 1870. Leptacris filiformis ingår i släktet Leptacris och familjen gräshoppor. Inga underarter finns listade i Catalogue of Life.